# 4636 Chile
4636 Chile este un asteroid din centura principală, descoperit pe 13 februarie 1988 de Eric Elst.